# Forårs- og efterårsperioden
Forårs- og efterårsperioden (春秋時代) i Kinas historie er perioden fra 722 til 481 f.Kr. og faldt under den første del af det Østlige Zhou-dynasti. Denne periode var relativt rolig sammenlignet med den senere som kaldes De stridende staters tid .
To store tænkere levede i perioden i Kina: Konfucius og Lao Zi. Konfucius siges at have redigeret forårs- og efterårsannalerne  der var historiske beretninger fra Lu staten 722 – 479 f.Kr, og som kom til at lægge navn til perioden.